# Азимов, Яхьё Нуридинович
Яхьё Нуридинович Ази́мов (тадж. Яҳё Нуриддинович Азимов; род. 4 декабря 1947, Ленинабад, Таджикская ССР, СССР) — таджикский государственный деятель. В 1996—1999 годах — премьер-министр Таджикистана.

## Биография
В 1966 г. окончил среднюю школу № 4 им. В. И. Ленина г. Ленинабада. В 1971 г. окончил Ташкентский институт текстильной и лёгкой промышленности по специальности «инженер-технолог трикотажного производства».

## Учёная степень, звание
- Кандидат экономических наук.
- Действующий член Инженерной академии Республики Таджикистан.
- Академик Народной академии «Нури Хужанд».
- Диплом почётного академика Центрально-Азиатской народной академии «Нури Хужанд».

## Научные труды, изобретения
- Организационно-экономические основы интеграции промышленности Таджикистана в хозяйственный комплекс СНГ[1].
- Применение хлопчатобумажной пряжи в качестве утка. TJ-223
- Способ обработки ткани для придания. TJ-224
- Двухполотные аккардовые ковры с использованием в ворсовой основе нитей шелка-сырца. TJ-225
- Аппаратно-технический картонасекальный комплекс.

## Правительственные награды
- Орден «Знак Почёта» — Указ Президиума Верховного Совета СССР от 23.05.1986 г.
- Заслуженный работник Республики Таджикистан—Указ Президента РТ № 75 от 03.12.1997г
- Медаль 5-летия Вооружённых Сил РТ—Указ Президента РТ № 942 от 19.02.1998г
- Орден «Исмоили Сомони» № 3-Указ Президента РТ № 1305 от 27.08.1999г
- Золотая медаль Всемирной организации интеллектуальной собственности в 2001 г.

## Участие в выборных органах
- Делегат партийных, профсоюзных съездов, конференций СССР, РТ.
- Делегат 19-й партийной конференции −1988 год Москва
- Депутат городских, областных, республиканских Советов народных депутатов.
- Народный депутат Верховного Совета РТ, созыва 1990—1995гг
- Народный депутат Маджлиси Оли РТ, созыва 1995—2000гг
- Член Народно-Демократической партии РТ

## Трудовая деятельность
- Ура-Тюбинская фабрика верхнего трикотажа.
  - 16.08.1971 — сменный мастер кругловязального цеха.
  - 03.01.1972 — старший технолог вязального производства.
  - 12.08.1972 — заместитель главного инженера фабрики.
  - 01.02.1974 — главный инженер фабрики.
  - 31.01.1975 — уволен связи с переводом на ККК им. Ленина.
- Кайраккумский ковровый комбинат им Ленина.
  - 20.02.1975 — старший инженер Технического отдела.
  - 25.10.1976 — начальник коврового производства 2-й очереди
  - 01.07.1978 — директор ковровой фабрики.
  - 17.07.1979 — и. о. директора ткацко-отделочной фабрики.
  - 01.03.1980 — директор ткацкой фабрики.
  - 10.09.1982 — заместитель главного инженера объединения
  - 20.08.1983 — и. о. главного инженера объединения
  - 07.12.1983 — главный инженер объединения.
  - 05.05.1986 — избран и. о. генерального директора объединения.
  - 27.11.1986 — генеральный директор объединения.
  - 01.01.1992 — КПКО преобразовано в Акционерное общество «Колинхо».
  - 01.11.1992 — избран президентом А/О «Колинхо»
- 08.02.1996 — 20.12.1999 — премьер-министр РТ[2].
- 11.03.2000 — 15.01.2001 — министр экономики и внешнеэкономических связей РТ
- 16.02.2004 — президент Международного интеграционного коврового синдиката СНГ

Женат, имеет двух дочерей, одного сына.